# Carretó de plataforma

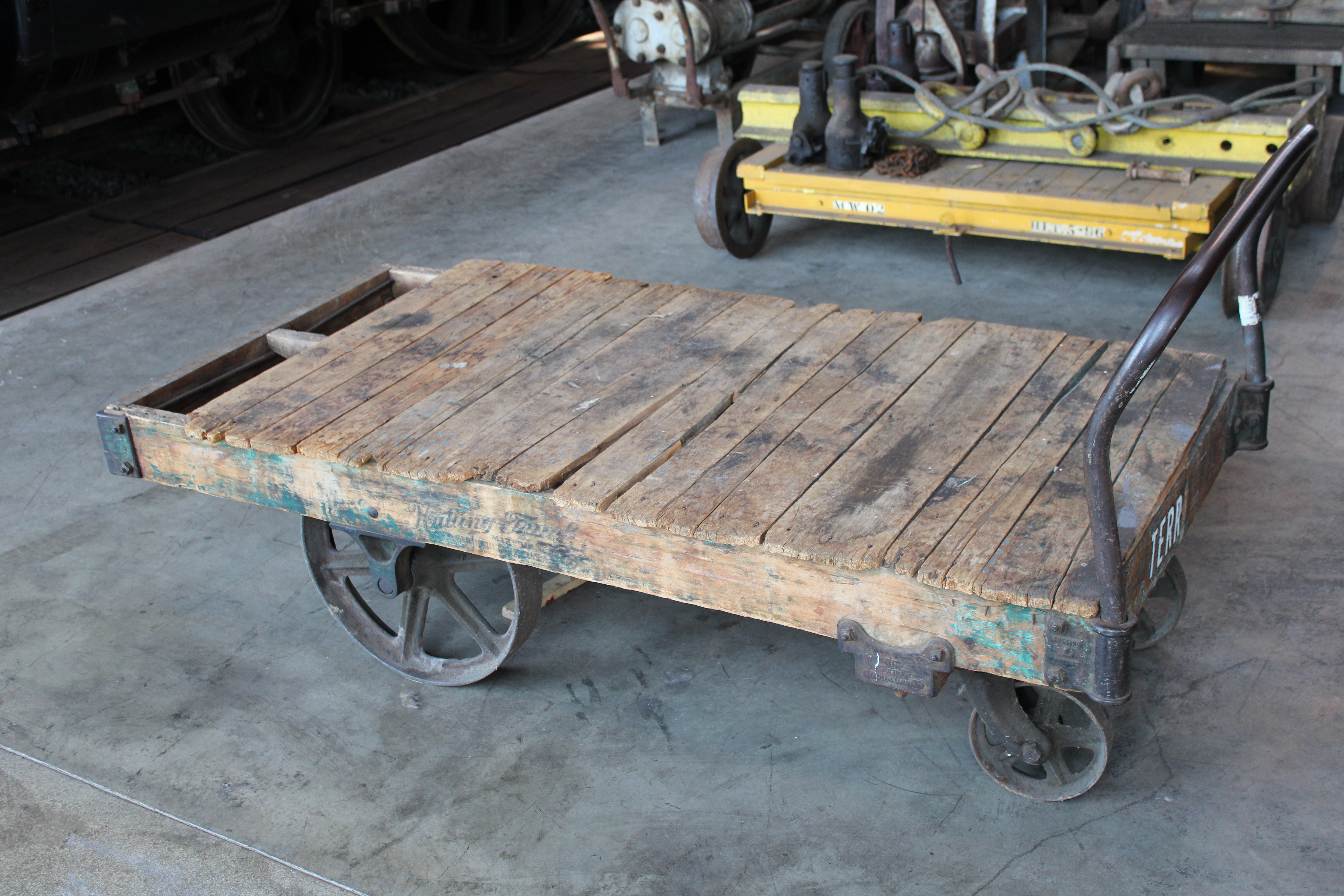
Carretó de plataforma antic

Un carretó de plataforma o carro de plataforma és una forma molt estesa de transport de mercaderies en entorns de distribució, per moure càrregues diverses. Els carretons de plataforma poden ajudar a reduir l'esforç necessari per moure una càrrega en permetre a l'usuari estirar o empènyer en lloc d'aixecar i portar a pes de braços. El disseny més senzill consta d'una plataforma plana bàsica amb quatre rodes i un arc-agafador fix o abatible que s'utilitza per empènyer o estirar la plataforma amb o sense càrrega sobre ella. Si no té la superfície plana és un carretó d'estructura oberta i sense l'arc-agafador es converteix en una simple plataforma rodant.

## Materials
El marc de la plataforma sol estar fabricat amb acer. La superfície plana primària es pot construir amb taules de fusta, plàstic, acer o malla. Les rodes de plataforma plana poden variar enormement, poden estar fetes de cautxú massís, pneumàtiques plenes d'aire o de ferro colat. Les rodes són generalment el component del carro de plataforma que limita la seguretat dins de la seva capacitat de treball.

## Tipus
Hi ha molts tipus de carretons de plataforma especialitzats, entre els quals es poden citar:

### Carretó per a equipatge
Un carretó per a equipatge s'utilitza per moure equipatge a un aeroport, una estació de tren o una estació d'autobusos.

### Carretó per a pianos
Un carretó per a pianos o plataforma rodant per a pianos és un carretó de dues o quatre rodes que compta amb un marc més resistent del que és habitual. En general mesuren aproximadament de 50 a 80cm de llarg i són utilitzats per les empreses de mudances per moure pianos. El carretó del piano es col·loca sota el centre de massa del piano i permet girar-lo sobre el seu eix per maniobrar al voltant d'un edifici. Col·locant el carretó a un extrem de l'instrument es poden pujar i baixar escales. En espais reduïts, el piano es pot girar i recolzar sobre el carretó. Les característiques típiques inclouen pneumàtics de goma massissa, una construcció molt resistent i para-xocs de goma gruixuts a la part superior i als extrems. Abans de poder utilitzar un carretó de piano per moure un piano de cua, el piano ha d'estar protegit per una sabata de piano, un marc de fusta que protegeix la superfície polida i proporciona resistència addicional als costats.

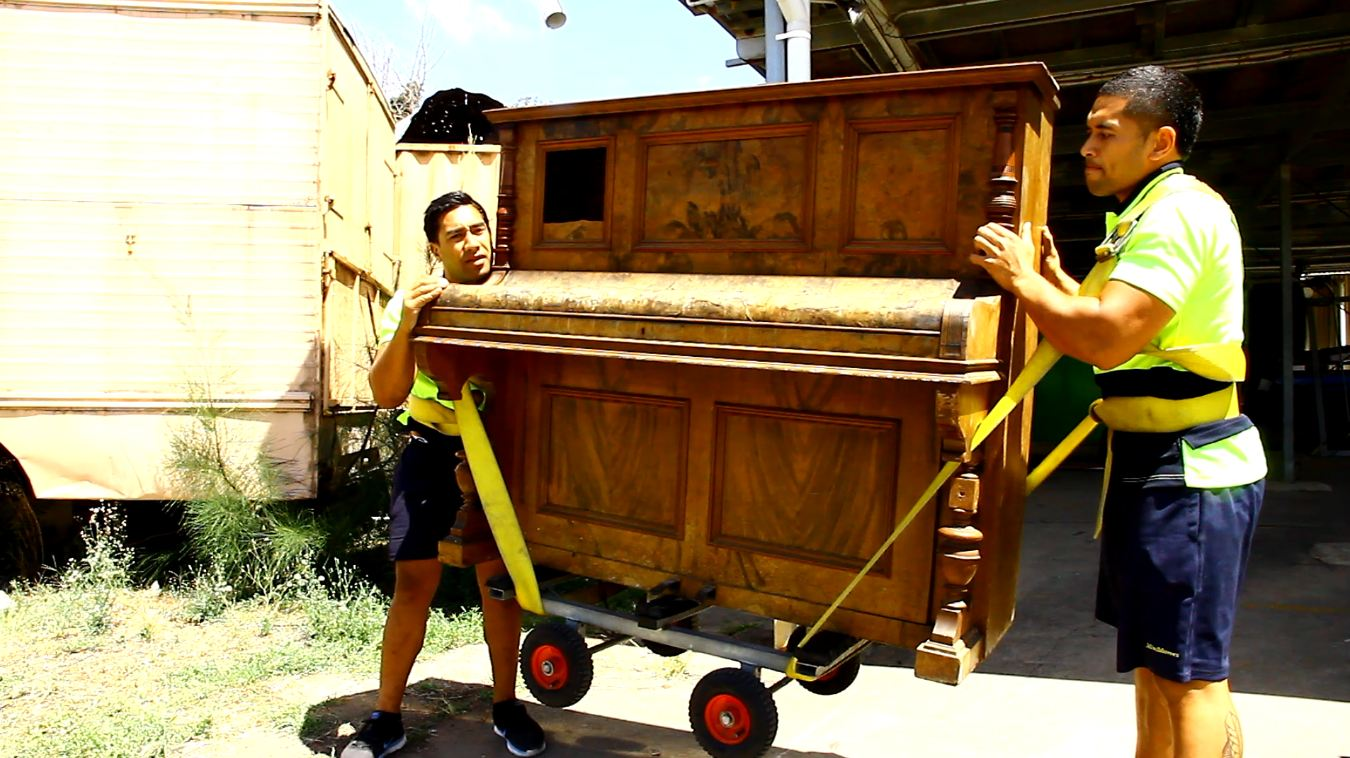
Els transportistes traslladen un piano vertical amb un carretó corretges pesades connectades a arnesos d'elevació.
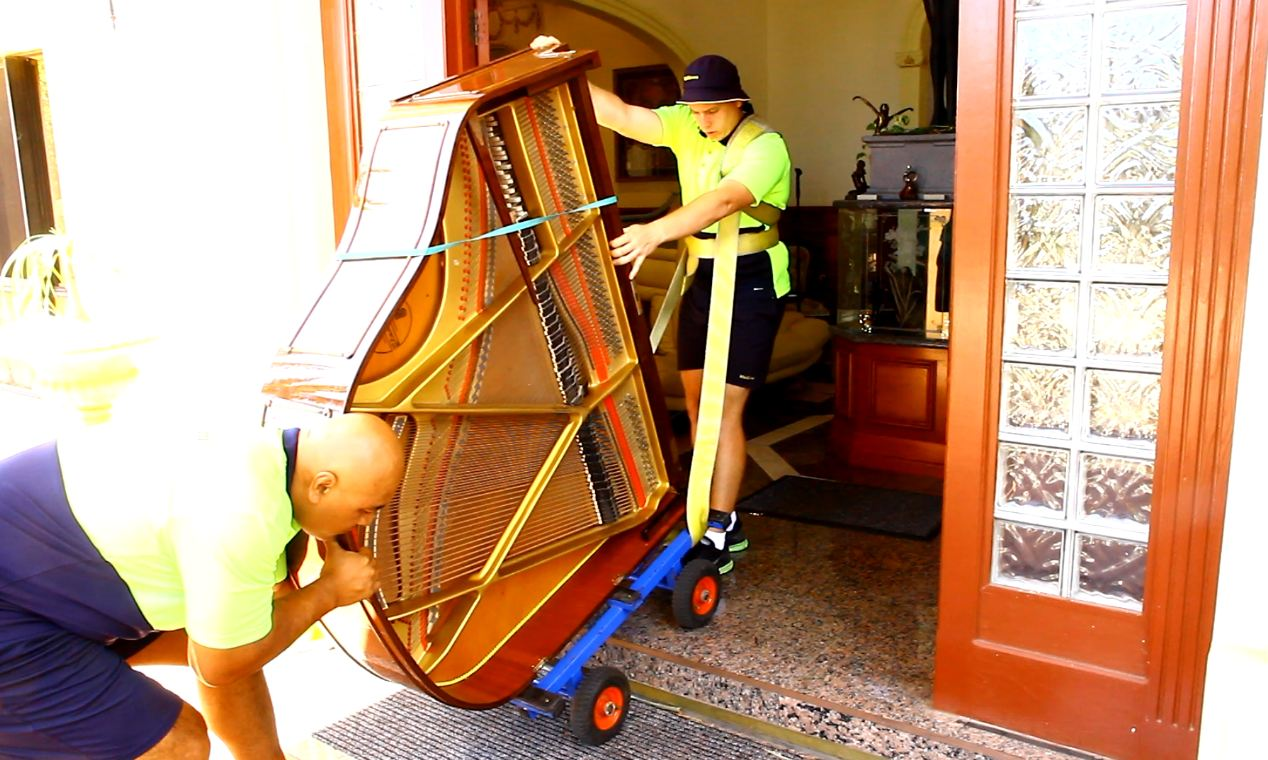
Carretó utilitzat per transportar un piano de mitja cola per les escales

### Carretó U-boat
El carretó U-boat és un tipus de carro de plataforma utilitzat principalment en entorns de distribució i comerç per transportar mercaderies en comerços minoristes com les botigues de queviures. El seu disseny característic inclou uns arcs-agafadors alts en els extrems oposats d'una plataforma plana, que faciliten el seu maneig i maniobrabilitat en espais reduïts. Va ser dissenyat per tal de millorar l'eficiència en la gestió d'inventaris i la reposició de productes en botigues minoristes. El seu nom prové de la seva forma allargada i els arcs-agafadors dels costats que recorden la forma de la "U" (d'ací U-boat).

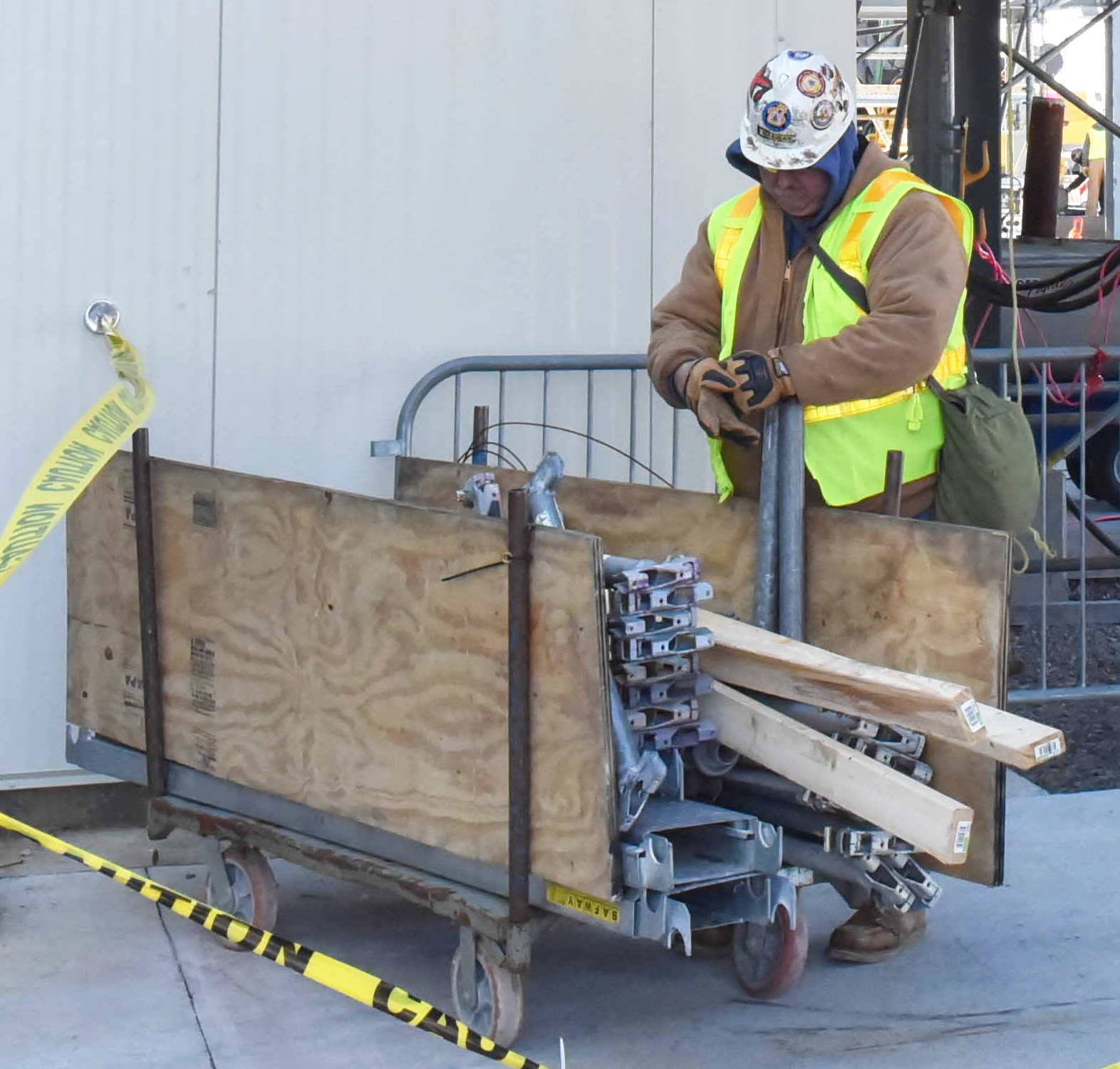
Carretó U-boat
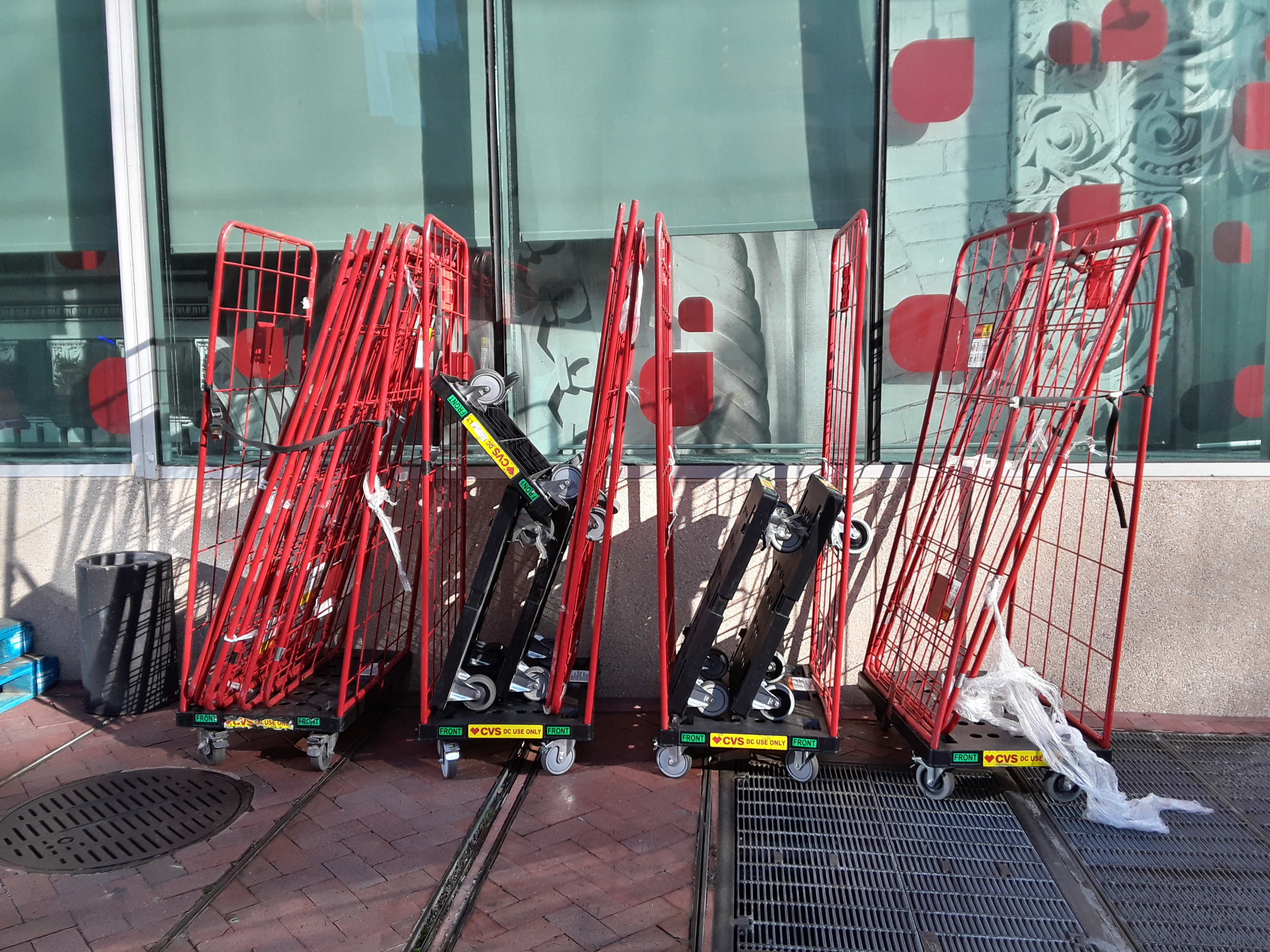
Carretons U-boat vermells

#### Característiques
- Estructura: El carretó U-boat està construït amb un marc d'acer resistent que suporta càrregues pesades. La plataforma plana pot estar feta de fusta, plàstic o metall.
- Rodes: Equipat amb quatre o sis rodes, en aquest cas dues giratòries en els extrems i quatre fixes al centre, el que permet un moviment estable i controlat.
- Capacitat de càrrega: Pot suportar càrregues de fins a 500 kg, depenent del model i els materials de construcció.
- Dimensions: Les dimensions estàndard solen ser de 150 cm de llarg, 50 cm d'ample i 20 cm d'alçada de la plataforma.
- Usos: Generalment utilitzat en supermercats, magatzems i botigues de comestibles per al transport de productes des de l'àrea d'emmagatzematge fins a les estanteries.

#### Avantatges
- Maniobrabilitat: Els arcs-agafadors dels costats i las rodes giratòries permeten un fàcil circulació en passadissos estrets i cantonades.
- Durabilitat: La construcció robusta assegura una llarga vida útil fins i tot amb un ús intensiu.
- Versatilitat: Adequat per a una àmplia varietat de productes, des de caixes i paquets fins a articles separats.

### Carretó balancejat
Els carretons balancejats normalment tenen rodes muntades en un eix central per crear un punt de pivot i funcionen de manera similar a un balancí. Aquestes rodes muntades centralment permeten a l'operador girar el carretó sobre un eix central, proporcionant un cercle de gir no més gran que la longitud del carretó.

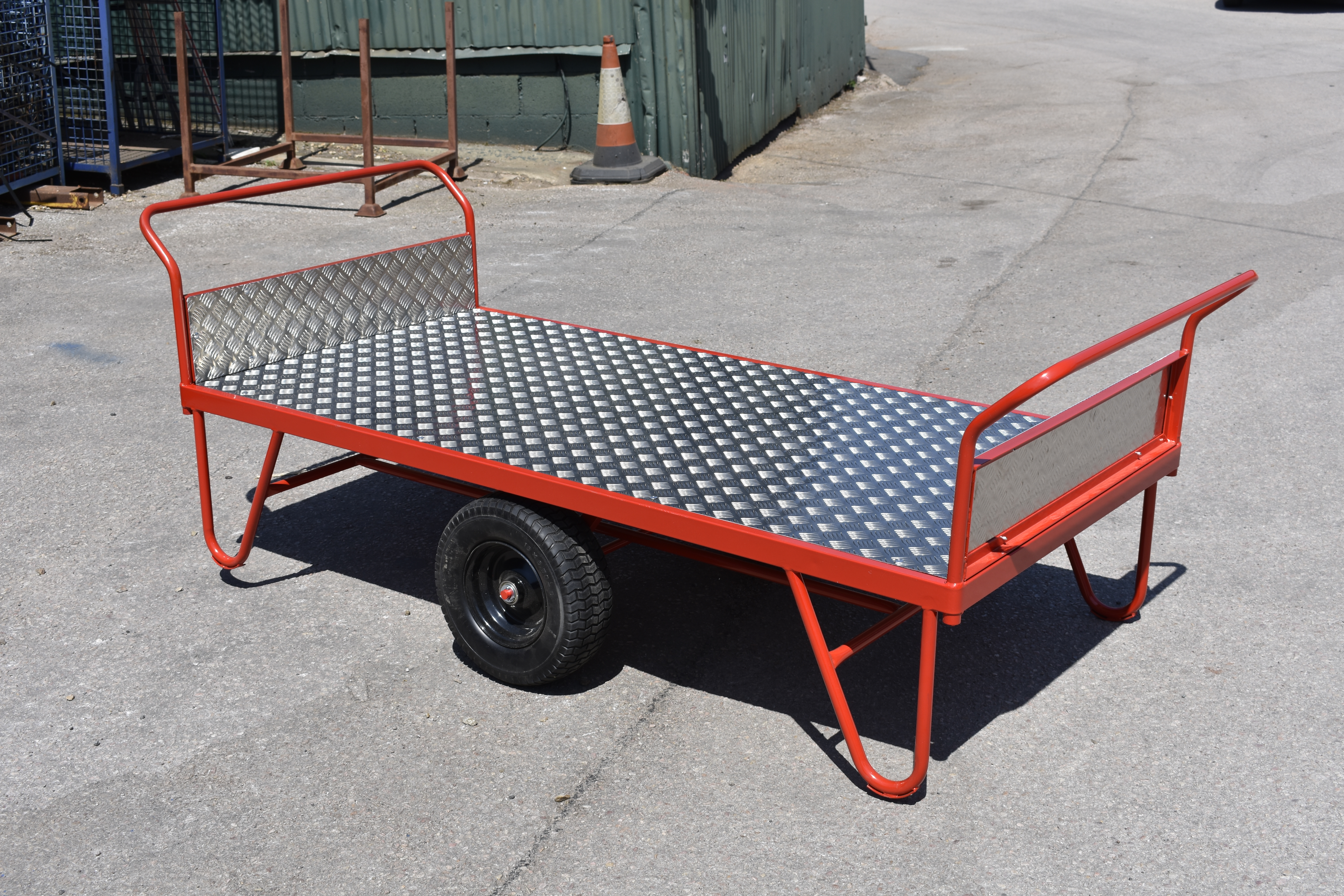
Carretó balancejat

### Carretó amb plataforma giratòria
El carretó que es mostra a la fotografia s'anomena carretó giratori a causa del seu mecanisme de direcció. A diferència d'un carretó de plataforma que està muntat sobre rodes, els carretons giratoris estan muntats sobre eixos sòlids, cosa que permet una capacitat de càrrega molt més gran. Els eixos del darrere estan fixats al xassís, i les rodes davanteres estan unides a un mecanisme de direcció que permet girar el carretó quan es mou.

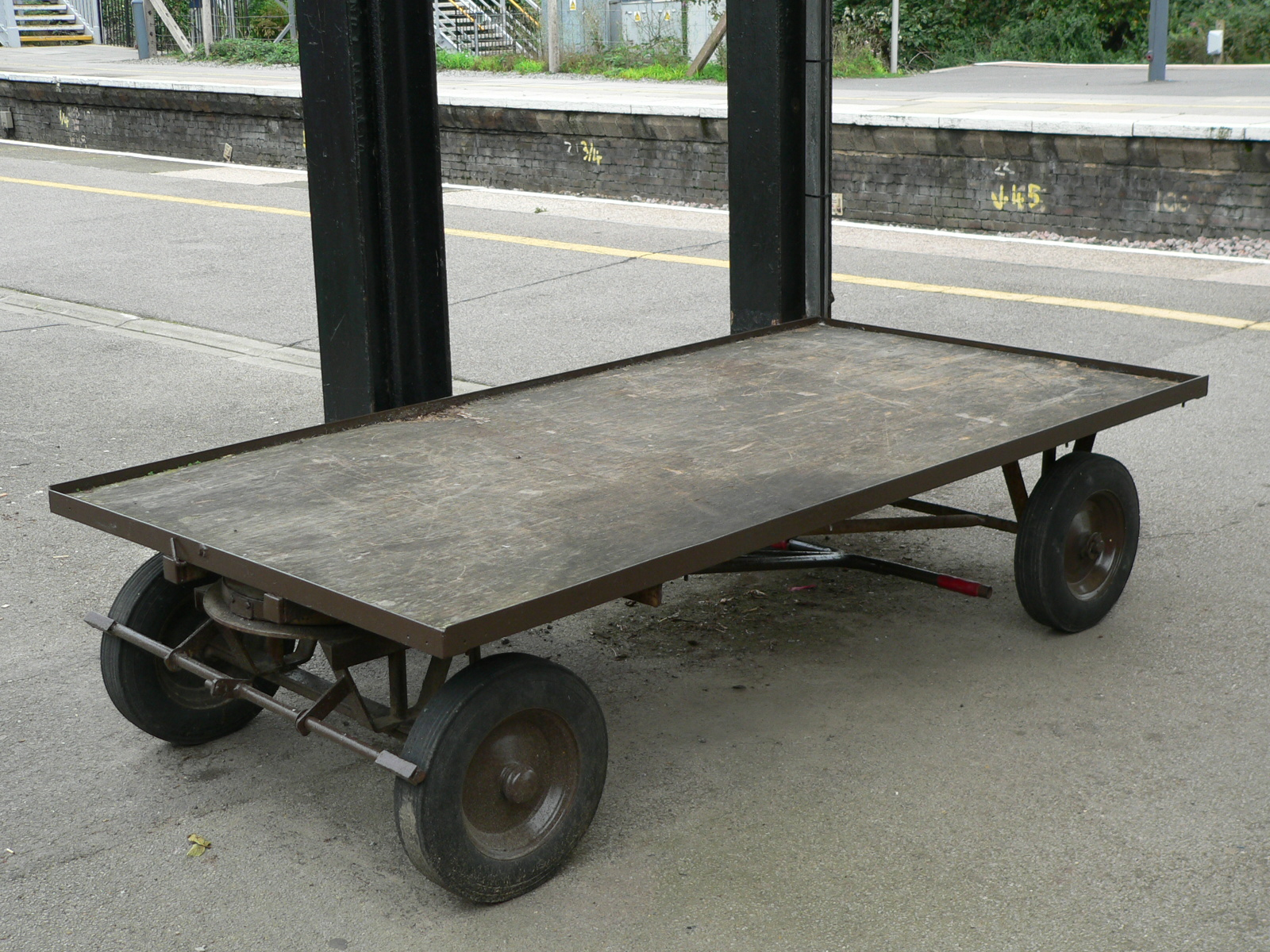
Carretó amb plataforma giratòria a una estació de tren

### Carretó teledirigit o autònom
Els sistemes automatitzats de les fàbriques modernes solen rastrejar digitalment cada carretó de forma individual per tal de poder facilitar els coneixements d'embarcament en temps real. Dins d'aquests sistemes automatitzats per al transport durant l'emmagatzematge i l'accés als diferent elements, hi poden haver carretons operats de manera remota o bé autònoms.